# Folioceros
Folioceros é um género de plantas não vasculares pertencente à família Anthocerotaceae, divisão Anthocerotophyta.

## Espécies
- Folioceros appendiculatus
- Folioceros assamicus
- Folioceros dixitianus
- Folioceros fuciformis
- Folioceros glandulosus
- Folioceros indicus
- Folioceros kashyapii
- Folioceros mamillisporus
- Folioceros mangaloreus
- Folioceros paliformis
- Folioceros physocladus
- Folioceros satpurensis
- Folioceros spinisporus
- Folioceros udarii
- Folioceros vesiculosus